# Bruce (półwysep)

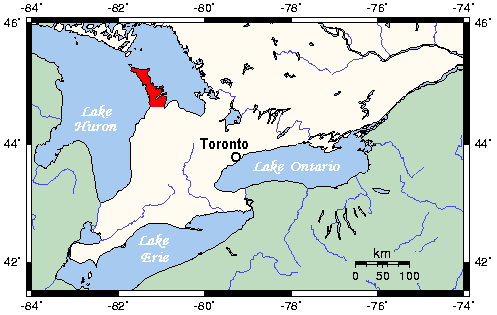
Południowa część prowincji Ontario; Półwysep Bruce’a zaznaczony kolorem czerwonym

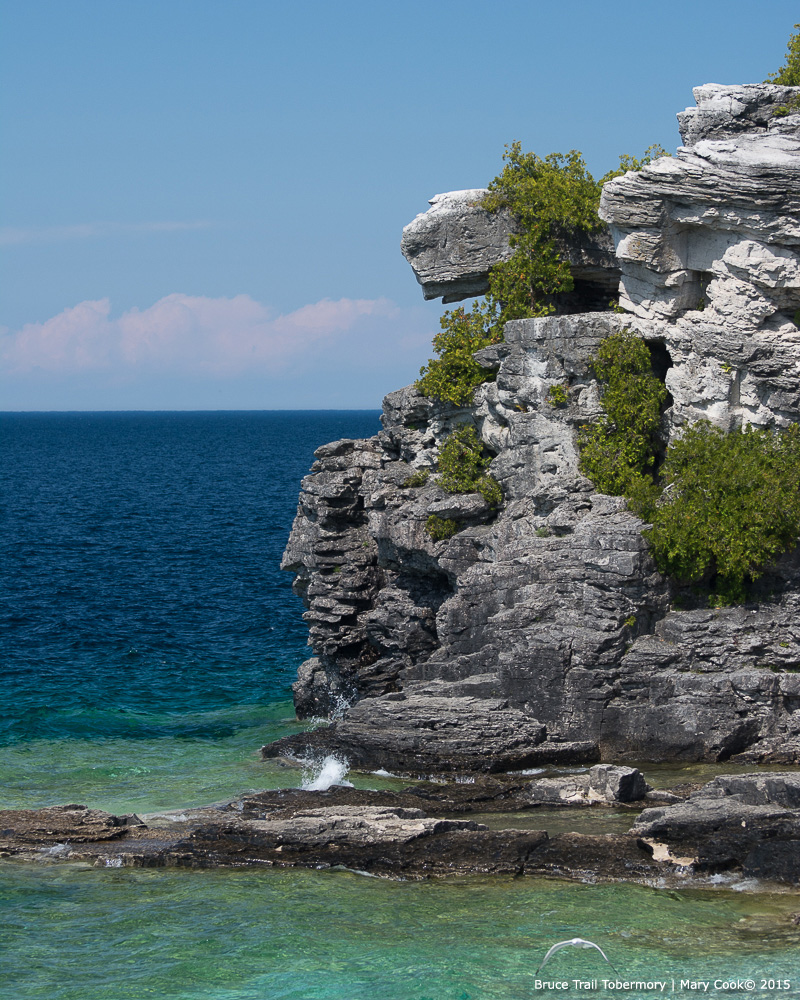
Fragment wybrzeża półwyspu od strony Zatoki Georgian w zatoce Indian Head Cove, w pobliżu Tobermory

Bruce Peninsula – duży półwysep jeziorny w prowincji Ontario w Kanadzie. Wcina się w kierunku północno-zachodnim w obszar jeziora Huron, oddzielając – wraz z leżącą w jego przedłużeniu wyspą Manitoulin – wielką zatokę Georgian Bay (po stronie wschodniej) od głównego akwenu jeziora (po stronie zachodniej).
Podstawę półwyspu należy lokować w rejonie miasta Owen Sound, gdzie od strony Georgian Bay w ląd głęboko wcina się w kierunku południowo-zachodnim zatoka Owen Sound. Długość półwyspu wynosi ok. 90 km, zaś szerokość u podstawy ok. 25 km.
Wschodnie brzegi Półwyspu Bruce’a zostały uformowane na linii wielkiego uskoku terenowego, zwanego Skarpą Niagary. Dlatego też wschodnie i północne brzegi półwyspu, zbudowane z masywnych dolomitów, są wysokie na kilkadziesiąt metrów, zwykle skaliste i urwiste, a nieliczne plaże u ich stóp – wąskie i kamieniste. Teren we wnętrzu półwyspu, stanowiący lekko nachyloną równinę, opada łagodnie ku południowemu zachodowi, ku niskim brzegom jeziora Huron, wzdłuż których pojawiają się szerokie plaże piaszczyste i żwirowe. Najdłuższa z nich, Sauble Beach, liczy 11 km długości. Linia brzegowa półwyspu jest bardzo urozmaicona, z licznymi zatokami i mniejszymi półwyspami. Wewnątrz półwyspu leży szereg niewielkich, płytkich jezior, często połączonych drobnymi ciekami wodnymi. Większość obszaru półwyspu jest pokryta lasami, podmokłymi łąkami i mokradłami. Wśród nielicznych użytków rolnych (głównie w południowej części półwyspu) przeważają łąki i pastwiska.
Obszar półwyspu administracyjnie należy do hrabstwa Bruce. Obejmują go dwie jednostki administracyjne niższego rzędu: gmina Northern Bruce Peninsula oraz miejscowość (ang. town) South Bruce Peninsula. Poza tym na terenach półwyspu znajdują się trzy rezerwaty miejscowych Indian kanadyjskich z grupy Odżibwejów (ang. Chippewas of Nawash Unceded First Nation) o łącznej powierzchni 71,83 km² (Neyaashiinigmiing Reserve No. 27, Cape Croker Hunting Ground Indian Reserve No. 60B oraz Saugeen & Cape Croker Fishing Island Indian Reserve No. 1).
Kolonizacja tej dość łatwo dostępnej części dzisiejszej prowincji Ontario rozpoczęła się w połowie XIX w. W rejonie Lion’s Head pierwsi biali osadnicy pojawili się pod koniec lat 60. XIX w., a w Tobermory na północnym krańcu półwyspu dopiero w 1871 r. W następnych latach powstały tu liczne tartaki i rozwinął się przemysł drzewny. Powstały także porty: przez kilka następnych dziesięcioleci wywóz drewna oraz zaopatrzenie mieszkańców odbywały się wyłącznie drogą wodną.
Dziś głównymi skupiskami ludności są miejscowości Tobermory i Lion’s Head w gminie Northern Bruce Peninsula oraz miejscowości Amabel i Wiarton w South Bruce Peninsula. Liczba stałej ludności na półwyspie w 2011 r. wynosiła 12 157. W sezonie letnim, kiedy przyjeżdżają tu licznie wczasowicze i turyści, liczba mieszkańców wzrasta kilkukrotnie. Główną osią komunikacyjną półwyspu jest droga prowincjonalna (ang. Provincial highway) nr 6 z Owen Sound, której przedłużeniem ku północy jest linia promowa z Tobermory do South Baymouth na wyspie Manitoulin, obsługiwana przez prom jeziorny MS „Chi-Cheemaun”.
Na terenie półwyspu znajdują się dwa parki narodowe (Park Narodowy Bruce Peninsula i Narodowy Park Morski Fathom Five) oraz jeden park prowincjonalny (Lion’s Head Provincial Park). Wszystkie one obejmują fragmenty wspomnianej Kuesty Niagary, włączonej w 1990 r. przez UNESCO do światowej sieci rezerwatów biosfery.
Nazwę półwyspu, podobnie jak nazwy hrabstwa Bruce, Parku Narodowego Bruce Peninsula i in. nadano na cześć Jamesa Bruce’a (1811–1863), generalnego gubernatora Brytyjskiej Kanady w latach 1847–1854.
W grudniu 2020 przed sądem w Toronto rozpoczął się proces z pozwu Indian zamieszkujących rezerwaty na Półwyspie Bruce przeciwko rządowi kanadyjskiemu o zwrot części obszaru prowincji Ontario w którego skład wchodzi Półwysep Bruce i o 90 miliardów dolarów odszkodowania.